# De Wallen
| De Wallen |
| --- |
| Amsterdams De Wallen, bland annat beryktat som prostitutionsstråk. - Betydelse — prostitutionsstråk ("red-light district") i centrala Amsterdam - Bakgrund — senmedeltiden till 2020 - Omfattning — 150 bordeller eller andra lokaler för prostitution (1935), 300 smårum med framsida mot kanalen - Stängningsorsak — covid-19-pandemin, kommunala försök att begränsa verksamhetens bieffekter |

De Wallen är det största och mest välkända prostitutionsstråket i Amsterdam. Här bedrivs en stor del av stadens sex- och droghandel, en omdiskuterad verksamhet som även är en av Amsterdams turistmagneter. Verksamheten har en medeltida bakgrund och stängdes tillfälligt 2020, i samband med restriktionerna kring covid-19-pandemin. Staden Amsterdam har planer på att omlokalisera verksamheten till en annan del av Amsterdam. 

## Historia

### Äldre historia
De Wallen är beläget vid de båda kanalerna/vägarna Rokin och Damrak i Amsterdam, där floden Amstel en gång flöt fram. Vid de båda vägarnas möte på Dam-torget, byggdes 1270 en bro över floden. Området utvecklades därefter till ett hamnområde, och prostitutionen växte fram som ett resultat. De invallade kanalerna fick namnen De Wallen (Vallarna) och Walletjes (De små vallarna). 
Redan på 1600- och 1700-talen när Nederländerna var en stor sjöfartsnation kom sjömännen till stadsdelen för att förlusta sig. 

### Senare år
Området ligger alldeles nära centrum och järnvägsstationen och består av gyttriga gator kantade av fönster där de prostituerade bjuder ut sina tjänster, vilket är helt lagligt i landet. Gatorna slingrar sig labyrintlikt mellan höga hus och kanaler.
Här finns också ett stort antal barer och coffee shops. De Wallen och den i landet tillåtna cannabisförsäljningen har varit en del av Amsterdams "syndfulla" rykte, vilket lockar en del av stadens besökande turister.
Ren bordellverksamhet är laglig sedan år 2000, dock reglerad. Under 2000-talet har myndigheterna minskat mängden bordeller i området, i ett försök att komma till rätta med avigsidorna med verksamheten. Resultatet är en påbörjad gentrifiering av De Wallen-området, som en följd av en kommunalpolitik med moraliska förtecken. En liknande utveckling har skönjts även schweiziska Zürich, en stad med ett liknande sex- och drogrykte.

### Pandemi och stängningsplaner
2020 stängdes De Wallen, som en del av de allmänna restriktionerna i samband med den pågående covid-19-pandemin; liknande stängningar skedde samtidigt i bland annat grannlandet Tyskland (se artikeln bordell). Stängningen var också följden av staden Amsterdams försök att få bukt med sexbranschens och cannabisförsäljningens avigsidor. Man planerar att flytta den sexrelaterade verksamheten ut ur stadskärnan, till stor del för att undvika Amsterdams koppling till sexbranschen.
Under hösten 2021 återöppnades delvis De Wallen, sedan pandemirestriktionerna till stor del tagits bort. Planerna att flytta prostitutionsstråket till ett ännu ej byggt "sexcenter" utanför stadskärnan har mötts av protester, och enligt en enkät bland de prostituerade i De Wallen 2019 var 93 procent emot en flytt. Borgmästare Femke Halsema (den första kvinnan i staden på den posten) menade dock att den planerade flytten även var för de prostituerades eget bästa, så att de i framtiden inte skulle behöva bli måltavlor för turisters hånfulla skratt in genom deras fönster. Sanningen i säkerhetsaspekten ifrågasätts av många prostituerade, som genom fönstret kan bedöma den tänkbara kunden innan dörren till arbetslokalen låses upp. Det planerade sexcentret beräknades 2021 stå färdigt inom tre till tio år.